# BWP-40

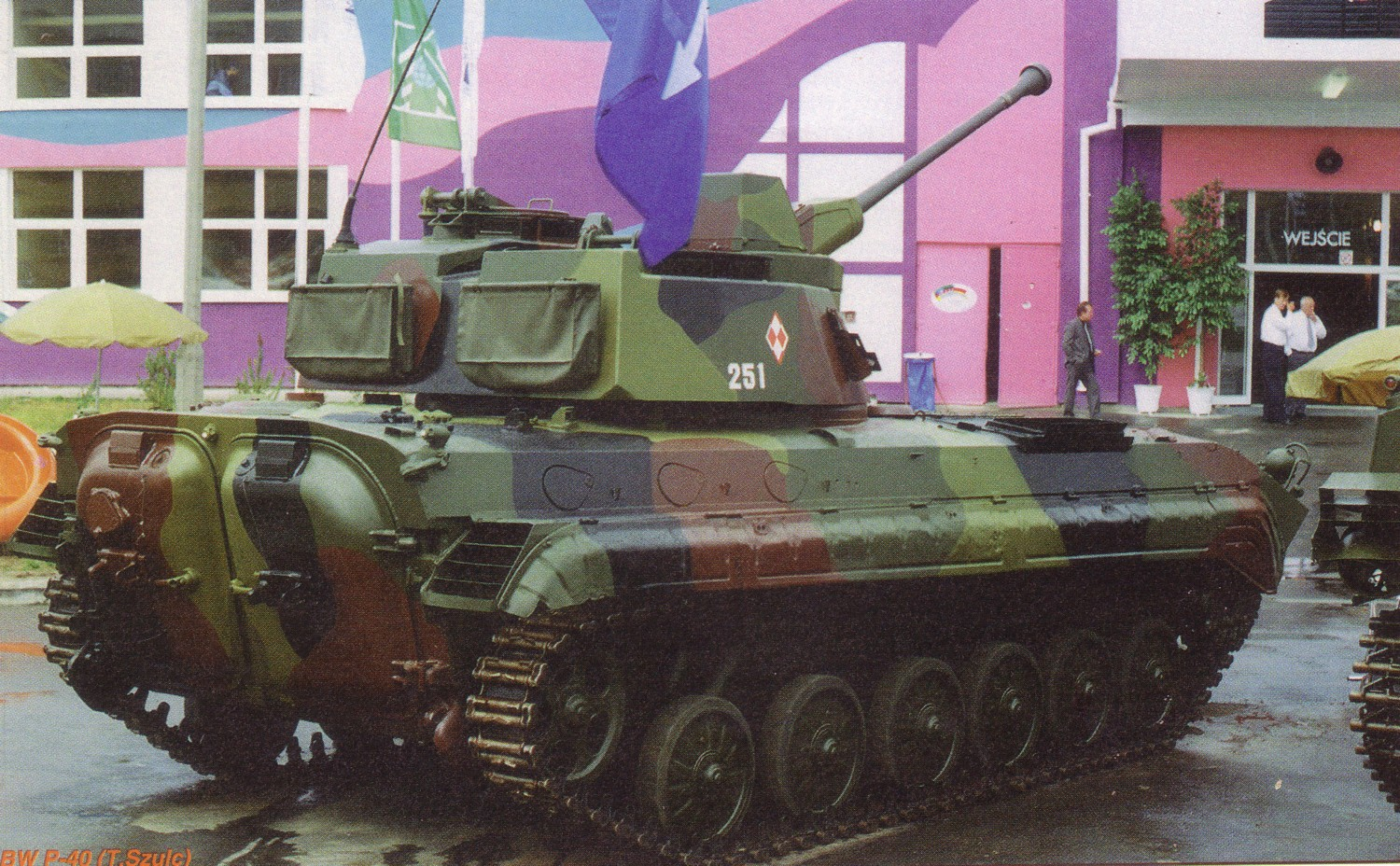
BWP-40

BWP-40 – polski prototypowy bojowy wóz piechoty. Zmodernizowany BMP-1 z wieżą szwedzkiego bwp CV90.

## Historia
Na początku lat 90. XX wieku podjęto w Polsce próby modernizacji bojowego wozu piechoty BMP-1. Najczęściej polegały one na wymianie wieży. Jednym z prototypów był BWP-40 wyposażony w wieżę szwedzkiego bwp CV-90.
Prototyp powstał dzięki współpracy Ośrodka Badawczo-Rozwojowego Maszyn Ziemnych i Transportowych, Huty Stalowa Wola i szwedzkiej firmy Bofors Weapons Systems. Zabudowa wieży CV-90 wymusiła zlikwidowanie włazu dowódcy (stanowisko dowódcy przeniesiono do wieży) i dwóch z czterech górnych włazów do przedziału desantowego. Zmniejszyła się także wielkość przedziału desantowego (w praktyce można w nim było przewieźć tylko czterech żołnierzy).
Montaż nowej, cięższej wieży spowodował pogorszenie właściwości trakcyjnych bwp i praktycznie pozbawił go możliwości pływania (pojazd unosił się na wodzie, ale zapas pływalności był minimalny). Prawie o połowę zmniejszył się także zasięg pojazdu w porównaniu z BMP-1.
Po testach uznano, że wieża wozu CV-90 jest zbyt ciężka dla BMP-1 i z planów przebudowy BMP-1 do standardu BWP-40 zrezygnowano.

## Opis
BMP-40 był opancerzonym, gąsienicowym wozem bojowym, przeznaczonym do przewożenia drużyny piechoty i wspierania czołgów.
Załogę BWP-40 tworzyli: dowódca, działonowy, kierowca i sześciu (w praktyce czterech) żołnierzy desantu. Kierowca zajmował miejsce w przedziale kierowania, działonowy i dowódca w wieży, a żołnierze desantu w tylnej części pojazdu.
Kadłub BWP-40 tworzył sztywną skrzynię zespawaną ze stalowych blach o grubości 6 - 19 mm. Część przednią tworzyły dwie pochylone płyty pancerne odporne na ostrzał pociskami kalibru 12,7 mm. Boczne płyty pancerza chroniły przed ostrzałem pociskami kalibru 7,62 mm i odłamkami.
W przedniej części kadłuba znajdował się przedział kierowania i napędowy z silnikiem UTD-20. W środkowej przedział bojowy z wieżą, a w tylnej przedział desantu.
W przedziale napędowym umieszczony był silnik i układ przeniesienia mocy. Napęd BWP-40 stanowił 6-cylindrowy, czterosuwowy, wysokoprężny, niedoładowany, chłodzony cieczą silnik UTD-20. Jest on zbudowany w układzie V i ma pojemność 15 800 cm³ i moc 300 KM przy 2600 obr./min. Moc z silnika na koła napędowe była przenoszona przy pomocy sterowanego mechanicznie i hydraulicznie mechanicznego układu przeniesienia mocy. Mechanizm przenoszenia mocy umożliwiał ruch wozu do tyłu, hamowanie oraz skręcanie. Skrzynia biegów pięciobiegowa (pięć biegów do przodu + wsteczny).
BWP-40 posiadał zawieszenie niezależne na wałkach skrętnych. Każde z 12 kół jezdnych było połączone za pomocą wahacza z wałkiem skrętnym. Wahacze pierwszej, drugiej i ostatniej pary kół nośnych były dodatkowo zamocowane do teleskopowych amortyzatorów hydraulicznych dwustronnego działania. Napęd z silnika był przekazywany na znajdujące się w przedniej części pojazdu koła napędowe. Z tyłu pojazdu znajdowały się koła napinające. Pojazd posiadał dwie gąsienice, każda składała się z 84 ogniw.
W przedziale kierowania znajdowało się stanowisko kierowcy. Kierowca obserwuje teren przed wozem za pomocą czterech peryskopów TNPO-170A umieszczonych wokół włazu i zapewniających obserwację w sektorze 197°. Środkowy peryskop może być zamieniony na peryskop podnoszony TNPO-350B, zapewniający obserwację przy podniesionym falochronie, lub peryskop nocny TWNE-1PA (lub TWNO-2) o polu widzenia 35°, zapewniający obserwację na odległość 60-100 m. Użycie peryskopu nocnego wymaga oświetlenia terenu przed BWR reflektorem podczerwieni PG-125.
W środkowej części pojazdu znajduje się przedział bojowy z wieżą obrotową. W wieży zamocowana była armata automatyczna Bofors kalibru 40 mm o lufie długości 70 kalibrów. Kąt ostrzału w płaszczyźnie pionowej wynosi od -8 do +35°. Prędkość obrotu wieży wynosiła 57°/s, uzbrojenia w pionie 28,5°/s. Prototyp BWP-40 nie był wyposażony w żaden inny typ uzbrojenia poza armatą.
Armata ma masę 665 kg (łącznie z pełnym 24-nabojowym magazynem). Amunicja w magazynie jest podzielona na trzy części, w każdej mogą się znajdować naboje z pociskami innego typu. Dodatkowo nad armatą znajduje się bęben zawierający 48 nabojów. Z armaty można prowadzić ogień pojedynczy lub seryjny. Standardowe typy amunicji to:
- APFSDS - przeciwpancerny, z odrzucanym sabotem, stabilizowany brzechwowo
- MP-T - odłamkowo-burzący
- TP-T - szkolne

W przedziale transportowym zajmowało miejsce 4-6 żołnierzy desantu. Mogli oni obserwować teren naokoło wozu przy pomocy czterech peryskopów w stropie pojazdu i prowadzić ogień przez sześć otworów strzelniczych w burtach pojazdu.